# Scopariinae
De Scopariinae zijn een onderfamilie van vlinders uit de familie van de grasmotten (Crambidae).

## Geslachten
- Afrarpia Maes, 2004
- Afroscoparia Nuss, 2003
- Anarpia Chapman, 1912
- Antiscopa Munroe, 1964
- Cosipara Munroe, 1972
- Davana Walker, 1859
- Elusia Schaus, 1940
- Eudonia Billberg, 1820
- Gesneria Hübner, 1825
- Gibeauxia Leraut, 1988
- Helenoscoparia Nuss, 1999
- Hoenia Leraut, 1986
- Iranarpia Leraut, 1982
- Micraglossa Warren, 1891
- Notocrambus Turner, 1922
- Pagmanella Leraut, 1985
- Scoparia Haworth, 1811
- Sineudonia Leraut, 1986
- Syrianarpia Leraut, 1982
- Toulgoetodes Leraut, 1988